# 아마가미
《아마가미》(일본어: アマガミ)는 일본의 엔터브레인사가 발매한 플레이스테이션 2 용 연애 시뮬레이션 게임이다. 2010년에 《아마가미SS》란 명칭으로, 또한 2012년에 《아마가미SS+》란 명칭으로 TV 애니메이션으로 방영되었다.
대한민국에는 TV 애니메이션 『아마가미 SS』를 ㈜루믹스미디어에서 수입하였으나 정식 공개 계획은 없다.

## 개요
과거에 엔터브레인이 발매한 같은 장르의 게임인 《트루·러브 스토리》 시리즈나 《키미키스》의 제작진이 다시 한번 만들어낸 연애 시뮬레이션 게임. 전작인 《키미키스》가 여름을 배경으로 한 작품이라면 이 작품은 겨울을 주 무대로 하고 있다. 과거의 작품들과는 달리 ‘연애를 만만하게 보면 벌이 내린다’라는 요소를 포함시키고 있다. ‘곧 떨어져 있게 된다’라고 하는 청순하고 비련적인 전개였던 지금까지의 작품과 비교하면 예상치 못한 요소를 갖고 있기 때문에 전개 그 자체도 꽤 독특한 편이다. 메인 히로인에 대해서도, 지금까지의‘부정과는 거리가 먼 정통파 히로인’과는 거리가 먼 설정이다. 초반에 갑자기 끝나거나, 주인공과 연결되지 않은 히로인들의 애프터 스토리가 그려지거나, 정면 충돌에 의한 아수라장을 그린 눈물 이벤트, 강제적으로 루트가 차단되는 폭탄 이벤트, 갑자기 발생하는 배드 엔드, 특수한 상황에서 발생하는 적대관계 등의 요소가 추가되면서 게임성이나 특이성이 비약적으로 높아졌다.
또한, PC판 19세 미만 금지 게임을 기반으로 하는 여타 이식작들과의 구별을 분명히 하기 위해 일부 장면의 묘사를 낮은 수위로 처리한 점이 있지만, 일부 엔딩에서는 어느정도 아슬아슬한 대화나 묘사도 포함시키고 있다. ‘행동 맵’의 칸을 모두 채우기 위해서는 여러 가지 상황을 만들어 낼 필요가 있기 때문에, 단순하게 히로인의 공략이나 이벤트 CG의 회수만 노려서는 플레이할 수 없는 요소가 여럿 있다.
2011년 1월 27일에 일부 요소의 추가와 시스템의 변경이 적용된 《아마가미(에비코레＋)》가 발매되었다. 이는 플레이스테이션 2 용 미디어 뿐만이 아니라 PSP 용으로도 발매가 되었다. 2014년 1월 30일엔 그래픽과 사운드의 질이 개선되고 추가 컨텐츠가 수록되어 플레이스테이션 비타용으로 발매되었다.

## 등장인물

### 메인 캐릭터
타치바나 준이치(橘 純一)
성우 - 마에노 토모아키(게임에서는 음성 미지원) / 소년역 - 사이토 모모코
본 작품의 주인공. 중학교 3학년 때 미카라는 여자아이에게 고백했다가 차인 것이 계기가 되어 연애 쪽에 크나큰 트라우마가 생겼다. 그 트라우마 때문에 크리스마스가 싫어졌고, 고등학교 1학년 때 있던 창설제 때에도 참여하지 않고 차인 장소에서 보낼 정도였다. 그러다가 고등학교 2학년이 되어, 이번 크리스마스만큼은 변해야겠다는 마음을 단단히 먹고 여자친구를 만들고자 한다. 학업성적은 공부고 체육이고 썩 뛰어난 편은 아니지만 특이하게 수학은 꽤 잘하는 편.
아야츠지 츠카사(絢辻 詞)
성우 - 나즈카 가오리
본 작품의 타이틀 히로인. 쥰이치와 같은 학급인 2-A반으로, 위원장을 맡고 있다. 자신의 일에 늘 성실하고 생글생글 웃으면서 사람들을 대한다는 점 때문에 남녀를 불문하고 인기가 많다. 그러다가 쥰이치가 우연히 그녀의 수첩을 보게 되고, 자신의 수첩을 봤다는 사실을 알게 된 츠카사는 지금껏 남들 앞에서 감춰 왔던 본성을 드러내게 된다.
사쿠라이 리호코(桜井 梨穂子)
성우 - 신타니 료코
쥰이치의 소꿉친구. 어릴 적부터 지내왔던 것이 계기인지라 쥰이치를 좋아하긴 하지만 대담하지 못한 성격 때문에 사이가 그렇게 적극적으로 발전해나가지는 않는다. 부활동으로 다도부를 맡고 있으며, 다도부의 선배들은 리호코를 알게 모르게 뒤에서 적극 밀어주는 편이다.
타나마치 카오루(棚町 薫)
성우 - 사토 리나
중학교 2학년 때부터 쥰이치와 알고 지내온 '악우'. 아버지를 잃고 어머니와 단둘이서 살아가기 때문에 부활동은 하지 않고 아르바이트를 하면서 돈을 벌면서 살아가고 있다. 장난기가 심하고 제멋대로이긴 하지만 성격이 시원시원하다보니 주변 인물들과 꽤 친한 편이며, 곤경에 처한 친구를 보면 그냥 못 넘어가는 대인배로 인정받는다.
나카타 사에(中多 紗江)
성우 - 콘노 히로미
쥰이치의 동생인 미야와 같은 반이자 학우. 낯가림이 굉장히 심해서 다른 사람, 특히 남자들하고 말을 붙이기 굉장히 힘들어한다. 때문에 보통은 친하게 지내는 미야나 아이하고 같이 다닌다. 부끄럼을 많이 타는 성격이라 말을 잘 떼지 못하지만, 매우 예의바른 소녀이다.
나나사키 아이(七咲 逢)
성우 - 유카나
나카타 사에와 마찬가지로 미야의 같은 반 학우이다. 부활동으로 수영부를 하고 있으며, 운동신경이 뛰어난 데다가 운동 자체를 좋아해서 매번 좋은 성적을 거두지만 노력하기를 게을리 하지 않는다. 다만 공부 쪽에서는 수학을 잘 하지 못해서 보충수업을 듣기까지 하는 정도. 부모님은 맞벌이를 하기에 집에서의 가사 일을 많이 하고 있다.
모리시마 하루카(森島 はるか)
성우 - 이토 시즈카
메인 여자 캐릭터 중 유일한 3학년생. 사실 1/4이 영국인이어서 러블리(Lovely)라는 미들네임을 갖고 있으며, 감정이 높아졌을 때에도 무의식적으로 간단한 영어 표현이 나온다. 1년 전 쥰이치가 창설제에 참여하지 않고 공원에 있을 때 우연히 만나긴 했지만 정작 하루카 본인은 기억하지 못하는 상태. 성격도 엉뚱한 부분이 있어서 동급생인 츠카하라 히비키가 자주 챙겨주고 있다.
카미자키 리사(上崎 裡沙)
성우 - 카도와키 마이
숨겨진 메인 캐릭터로, 쥰이치를 짝사랑하는 여학생이다. 짝사랑하기 때문인지 쥰이치에 대한 관심이 많은데, 그 관심이 너무 과하다 보니 그의 사소한 비밀까지 다 알고 있을 정도다. 늘 숨어서 그를 지켜보다가 어떤 여자하고 가까워지려고 하는 것을 보면 쥰이치가 애인처럼 보이는 여자와 같이 있는 사진을 보여줘서 그에 대한 관심을 접게 한다.(다만, 게임판에서 유일하게 아야츠지 츠카사는 속지 않고, 오히려 그런 리사에게 굴욕을 안겨준다.)

### 서브 캐릭터
타치바나 미야(橘 美也)
성우 - 아스미 카나
타카하시 마야(高橋 麻耶)
성우 - 하야미즈 리사
우메하라 마사요시(梅原 正吉)
성우 - 테라시마 타쿠마
이토 카나에(伊藤 香苗
성우 - 마츠오카 유키
타나카 케이코(田中 恵子)
성우 - 카도와키 마이
츠카하라 히비키(塚原 響)
성우 - 아사카와 유우
유즈키 루리코(夕月 琉璃子)
성우 - 사토 이즈미
히바 마나카(飛羽 愛歌)
성우 - 하라다 히토미
야마구치 아유미(山口 亜弓)
성우 - 사쿠라 유키
아야츠지 유카리(絢辻 縁)
성우 - 이가라시 아이코
쿠로사와 노리코(黒沢 典子)
성우 - 타우치 나츠코
나나사키 이쿠오(七咲 郁夫)
성우 - 유카나
미키모토 쿠온(御木本 久遠)
성우 - 오오하시 타카마사
하나조노 세이지(花園 聖治)
성우 - 미나가와 타츠야
키사토 로미오(樹里 路美雄)
성우 - 하마조에 신야
마키하라 미카(蒔原 美佳)
성우 - 하라다 히토미
마이클 갤러거(マイケル・ギャラガー)
성우 - 오오하시 타카마사
????
성우 - 카미야 히로시

## 애니메이션
2010년 4월 24일 《료코와 카나의 아마가미 커밍 스위트!》의 공개 녹음에서 텔레비전 애니메이션화가 발표되었다. 전26화 예정으로, TV를 통한 방영은 25화로 종료되었으며 나머지 1화는 추후 발매될 DVD의 마지막 권에 수록되었다.
2011년 8월 TBS 애니메 2011 페스티벌에서 아마가미 SS 2시즌 제작 결정이 발표되었다.

### 제작진
- 원작 - 엔터브레인 (플레이스테이션 2 게임 소프트웨어 《아마가미》）
- 감독·시리즈 구성 - 히라이케 요시마사
- 캐릭터 디자인 - 고다 히로아키
- 슈퍼바이저·구성 협력 - 타카아마 키사이, 사카모토 토시히로
- 미술감독 - 타카하시 마호
- 색채 설계 - 마츠야마 아이코
- 컴포지션 디렉터(촬영감독) - 카토 토모노리
- 편집 - 히로세 키요시
- 음향감독 - 이이다 사토키
- 음악 - 오오모리 토시유키
- 프로듀서 - 타나카 고우, 나카무라 신이치, 오우기 지유, 후지타 토모히로
- 애니메이션 제작 - AIC
- 제작 협력 - 포니 캐니언, AIC, 무빅
- 제작 - 아마가미SS 제작위원회, TBS

### 주제가
오프닝 테마
"i Love" (제1화~제12화)
작사·작곡 - azusa / 편곡 - azusa, t.sato
노래 - azusa
제24화에서는 작중 삽입곡으로 사용되기도 하였다.
〈너의 지금 그대로〉(君のままで)(제13화~제26화)
작사·작곡 - azusa / 편곡 - azusa, t.sato
노래 - azusa
엔딩 테마
제1화~제4화 〈너의 눈동자를 사랑해〉(キミの瞳に恋してる)
작사 - 후시미 카즈유키 / 작·편곡 - 츠나미 코헤이
노래 - 모리시마 하루카 (성우 : 이토 시즈카)
제5화~제8화 〈분명 내일은…〉(きっと明日は…)
작사 - 오가와 마키 / 작·편곡 - 요코야마 마사루
노래 - 타나마치 카오루 (성우 : 사토 리나)
제9화~제12화 〈당신 밖에 보이지 않아〉(あなたしか見えない)
작사·작곡·편곡 - 쿠로사와 나오야
노래 - 나카타 사에 (성우 : 콘노 히로미)
제13화~제16화 〈사랑은 물색〉(恋はみずいろ)
작사 - Reika / 작·편곡 - 츠나미 코헤이
노래 - 나나사키 아이 (성우 : 유카나)
제17화~제20화 〈사랑은 조급하지 않게〉(恋はあせらず)
작사 - 후지노 타카후미 / 작곡 - 타다 신야 / 편곡 - 하마사키 유우지
노래 - 사쿠라이 리호코 (성우 : 신타니 료코)
제21화~제24화 〈탄식하는 천사〉(嘆きの天使)
작사·작곡·편곡 - 아시자와 카즈노리
노래 - 아야츠지 츠카사 (성우 : 나즈카 카오리)
제25화 〈사랑의 행방〉(恋のゆくえ)
작사 - Yuka-ri / 작곡 - 후루카와 케이 / 편곡 - pOlOn
노래 - 카미자키 리사 (성우 : 카도와키 마이)
제26화 〈멋진 어느 날〉(素的なある日)
작사 - 후시미 카즈유키 / 작곡 - 마치다 토시유키 / 편곡 - 이토 히로무
노래 - 타치바나 미야 (성우 : 아스미 카나)
삽입곡
"minamo"
작사 - 후시미 카즈유키 / 작·편곡 - 츠나미 코헤이
노래 - 나나사키 아이 (성우 : 유카나)
삽입 화수 - 제15화
〈별〉(星)
작사 - 코니시 유코 / 작곡 - 타다 신야 / 편곡 - 이쿠타 마고코로
노래 - 사쿠라이 리호코 (성우 : 신타니 료코)
삽입 화수 - 제20화

### 방영 목록
장은 편 단위로 구성되어 있으며, 각 편은 해당 캐릭터에 대한 이야기로 되어있다.
애니메이션 화면 상에서 장의 순서는 한자로 적혀있지만 여기서는 아라비아 숫자로 표기하였다.
| 순서                               | 부제 (원제/풀이)                 | 부제 (원제/풀이)                 | 각본                             | 그림 콘티                                         | 연출                                | 작화감독                                                                          | 총 작화감독                                   |
| 모리시마 하루카 편 (제1화~제4화)   | 모리시마 하루카 편 (제1화~제4화) | 모리시마 하루카 편 (제1화~제4화) | 모리시마 하루카 편 (제1화~제4화) | 모리시마 하루카 편 (제1화~제4화)                  | 모리시마 하루카 편 (제1화~제4화)    | 모리시마 하루카 편 (제1화~제4화)                                                  | 모리시마 하루카 편 (제1화~제4화)              |
| ---------------------------------- | -------------------------------- | -------------------------------- | -------------------------------- | ------------------------------------------------- | ----------------------------------- | --------------------------------------------------------------------------------- | --------------------------------------------- |
| 제1장                              | アコガレ                         | 동경                             | 히라이케 요시마사                | 히라이케 요시마사                                 | 타카시마 다이스케                   | 고다 히로아키                                                                     | ·                                             |
| 제2장                              | セッキン                         | 접근                             | 키무라 노보루                    | 시마즈 히로유키                                   | 카라토 미츠히로                     | 시미즈 타카코                                                                     | 스기모토 이사오                               |
| 제3장                              | ヤキモチ                         | 질투                             | 키무라 노보루                    | 하타 히로유키                                     | 오쿠노 코타                         | 하노 히로노리 미야자키 슈지                                                       | 스기모토 이사오                               |
| 최종장                             | レンアイ                         | 연애                             | 히라이케 요시마사                | 시마즈 히로유키                                   | 니쇼지 요시토                       | 이노마타 마사미 모로이시 미유키                                                   | 스기모토 이사오                               |
| 타나마치 카오루 편 (제5화~제8화)   |                                  |                                  |                                  |                                                   |                                     |                                                                                   |                                               |
| 제1장                              | アクユウ                         | 악우                             | 마치다 토코                      | 카나사키 타카오미                                 | 코바야시 토모키                     | 타케가미 타카오 키타지마 노부유키                                                 | 고다 히로아키 스기모토 이사오                 |
| 제2장                              | トマドイ                         | 망설임                           | 마치다 토코                      | 야스다 켄지                                       | 츠쿠시 다이스케                     | 후지모토 사토루                                                                   | 스기모토 이사오 이노마타 마사미 고다 히로아키 |
| 제3장                              | ウラギリ                         | 배신                             | 마치다 토코                      | 타카모토 요시히로                                 | 타카하시 준                         | 핫토리 노리토모 하노 히로노리                                                     | 스기모토 이사오 고다 히로아키                 |
| 최종장                             | シンテン                         | 진전                             | 마치다 토코                      | 카마쿠라 유미                                     | 카라토 미츠히로                     | 타카하시 나오키 타치가와 세이지                                                   | 스기모토 이사오 고다 히로아키                 |
| 나카타 사에 편 (제9화~제12화)      |                                  |                                  |                                  |                                                   |                                     |                                                                                   |                                               |
| 제1장                              | コウハイ                         | 후배                             | 마치다 토코                      | 시마즈 히로유키                                   | 오쿠노 코타                         | 오제키 미야비                                                                     | 스기모토 이사오 고다 히로아키                 |
| 제2장                              | トックン                         | 특훈                             | 마치다 토코                      | 타카모토 요시히로                                 | 타카시마 다이스케                   | 키타지마 노부유키 시미즈 타카코                                                   | 스기모토 이사오                               |
| 제3장                              | ヘンカク                         | 변혁                             | 마치다 토코                      | 카나사키 타카오미                                 | 세키타 오사무                       | 와타나베 나츠키                                                                   | 스기모토 이사오                               |
| 최종장                             | コイビト                         | 연인                             | 마치다 토코                      | 시마즈 히로유키                                   | 니쇼지 요시토                       | 이노마타 마사미 모로이시 미유키                                                   | 고다 히로아키                                 |
| 나나사키 아이 편 (제13화~제16화)   |                                  |                                  |                                  |                                                   |                                     |                                                                                   |                                               |
| 제1장                              | サイアク                         | 최악                             | 키무라 노보루                    | 시마즈 히로유키 카라토 미츠히로 히라이케 요시마사 | 카라토 미츠히로                     | 타케가미 타카오 타카하시 나오키                                                   | 스기모토 이사오                               |
| 제2장                              | トキメキ                         | 설렘                             | 키무라 노보루                    | 하타 히로유키                                     | 하타 히로유키                       | 허재선 김기남                                                                     | 스기모토 이사오                               |
| 제3장                              | ヘンシン                         | 변심                             | 키무라 노보루                    | 이데 야스노리                                     | 세키타 오사무                       | 와타나베 나츠키 시바타 시로                                                       | 스기모토 이사오 시바타 시로                   |
| 최종장                             | コクハク                         | 고백                             | 키무라 노보루                    | 시마즈 히로유키                                   | 오쿠노 코타                         | 시미즈 유스케 타치가와 세이지                                                     | 스기모토 이사오 고다 히로아키                 |
| 사쿠라이 리호코 편 (제17화~제20화) |                                  |                                  |                                  |                                                   |                                     |                                                                                   |                                               |
| 제1장                              | オモイデ                         | 추억                             | 마치다 토코                      | 코바야시 토모키                                   | 코바야시 토모키                     | 키타지마 노부유키 시미즈 타카코                                                   | 스기모토 이사오 고다 히로아키                 |
| 제2장                              | テツダイ                         | 도움                             | 마치다 토코                      | 키무라 류이치                                     | 니쇼지 요시토                       | 오제키 미야비                                                                     | ·                                             |
| 제3장                              | ヒキツギ                         | 인계                             | 마치다 토코                      | 시마즈 히로유키                                   | 세키타 오사무                       | 와타나베 나츠키 시바타 시로                                                       | 스기모토 이사오                               |
| 최종장                             | サヨナラ                         | 안녕                             | 마치다 토코                      | 시노하라 토시야                                   | 카라토 미츠히로                     | 이노마타 마사미 모로이시 미유키 타치가와 세이지 우메츠 유키노리                   | 고다 히로아키                                 |
| 아야츠지 츠카사 편 (제21화~제24화) |                                  |                                  |                                  |                                                   |                                     |                                                                                   |                                               |
| 제1장                              | ハッケン                         | 발견                             | 키무라 노보루                    | 시마즈 히로유키                                   | 타카시마 다이스케                   | 카토 리카 타케가미 타카오 타카하시 나오키                                         | 고다 히로아키                                 |
| 제2장                              | ウラガワ                         | 이면                             | 키무라 노보루                    | 무라키 카즈마                                     | 오쿠노 코타                         | 허재선 미타케 리에                                                                | 타치가와 세이지 고다 히로아키                 |
| 제3장                              | プライド                         | 자존심                           | 키무라 노보루                    | 하타 히로유키                                     | 세키타 오사무                       | 와타나베 나츠키 시바타 시로                                                       | 고다 히로아키                                 |
| 최종장                             | ヤクソク                         | 약속                             | 키무라 노보루                    | 시마즈 히로유키                                   | 니쇼지 요시토                       | 시미즈 유스케 이노마타 마사미 타치가와 세이지 모로이시 미유키                     | 고다 히로아키                                 |
| 카미자키 리사 편 (제25화)          |                                  |                                  |                                  |                                                   |                                     |                                                                                   |                                               |
| ·                                  | シンジツ                         | 진실                             | 히라이케 요시마사                | 시마즈 히로유키                                   | 카라토 미츠히로                     | 스기모토 이사오 키타지마 노부유키 타치가와 세이지 이노마타 마사미 모로이시 미유키 | 고다 히로아키                                 |
| 타치바나 미야 편 (제26화)          |                                  |                                  |                                  |                                                   |                                     |                                                                                   |                                               |
| ·                                  | イモウト                         | 여동생                           | 키무라 노보루                    | 시마즈 히로유키                                   | 타카시마 다이스케 히라이케 요시마사 | 고다 히로아키 타치가와 세이지 이노마타 마사미                                     | ―                                             |
| 2기(아마가미 SS+)                  |                                  |                                  |                                  |                                                   |                                     |                                                                                   |                                               |
| 아야츠지 츠카사 편 (제1~2화)       |                                  |                                  |                                  |                                                   |                                     |                                                                                   |                                               |
| 전편                               | ユウワク                         | 유혹                             | 키무라 노보루                    | 시마즈 히로유키                                   | 타카시마 다이스케                   | 타치가와 세이지                                                                   | 이노마타 마사미                               |
| 후편                               | ケッセン                         | 결전                             | 키무라 노보루                    | 시마즈 히로유키                                   | 니쇼지 요시토                       | 키타무라 토모유키 코이즈미 하츠유키                                               | 이노마타 마사미                               |
| 사쿠라이 리호코 편 (제3~4화)       |                                  |                                  |                                  |                                                   |                                     |                                                                                   |                                               |
| 전편                               | ユウグレ                         | 저녁놀                           | 마치다 토코                      | 코바야시 토모키                                   | 모리타 와자나리                     | 아케치 타카사쿠                                                                   | 이노마타 마사미                               |
| 후편                               | フウリン                         | 바람종                           | 마치다 토코                      | 벳쇼 마코토                                       | 아라이 쇼고                         | 이케다 히로아키 아라이 노부히로                                                   | 이노마타 마사미                               |
| 나나사키 아이 편 (제5~6화)         |                                  |                                  |                                  |                                                   |                                     |                                                                                   |                                               |
| 전편                               | ツヨガリ                         | 허세                             | 키무라 노보루                    | 시마즈 히로유키                                   | 阿宮正和                            | 荒尾英幸                                                                          | 타치가와 세이지                               |
| 후편                               | トウソウ                         | 투쟁                             | 키무라 노보루                    | 니쇼지 요시토                                     | 니쇼지 요시토                       | 可児里未 코구레 마사히로                                                          | 타치가와 세이지                               |
| 타나마치 카오루 편 (제7~8화)       |                                  |                                  |                                  |                                                   |                                     |                                                                                   |                                               |
| 전편                               | スケッチ                         | 스케치                           | 마치다 토코                      | 이시구로 쿄헤이                                   | 이시구로 쿄헤이                     | 스가이 쇼 미즈카미 론도                                                           | 이노마타 마사미                               |
| 후편                               | ミチヅレ                         | 동행                             | 마치다 토코                      | 벳쇼 마코토                                       | 타카시마 다이스케                   | 카토 리카 카타오카 이쿠 모리마에 카즈야                                           | 이노마타 마사미                               |
| 나카타 사에 편 (제9~10화)          |                                  |                                  |                                  |                                                   |                                     |                                                                                   |                                               |
| 전편                               | ウタガイ                         | 의심                             | 마치다 토코                      | 시마즈 히로유키                                   | 모리타 와자나리                     | 아케치 타카사쿠 츠지 토모코                                                       | 타치가와 세이지                               |
| 후편                               | オネガイ                         | 소원                             | 마치다 토코                      | 시마즈 히로유키                                   | 아라이 쇼고                         | 카니 사토미 이케다 히로아키                                                       | 타치가와 세이지                               |
| 모리시마 하루카 편 (제11~12화)     |                                  |                                  |                                  |                                                   |                                     |                                                                                   |                                               |
| 전편                               | セクシー                         | 섹시                             | 키무라 노보루                    | 이마이즈미 켄이치                                 | 이마이즈미 켄이치                   | 코이즈미 하츠에 이마이즈미 켄이치                                                 | 이노마타 마사미                               |
| 후편                               | タビダチ                         | 출발                             | 키무라 노보루                    | 코바야시 토모키                                   | 코바야시 토모키                     | 아라이 노부히로                                                                   | 이노마타 마사미                               |
| 타치바나 미야 편 (제13화)          |                                  |                                  |                                  |                                                   |                                     |                                                                                   |                                               |
| ·                                  | オンセン                         | 온천                             | 키무라 노보루                    | 시마즈 히로유키                                   | 니쇼지 요시토                       | 야마노 마사아키                                                                   | 타치가와 세이지                               |